# Robert Wilensky
Robert Wilensky (* 26. März 1951 in Brooklyn; † 15. März 2013 in Oakland) war ein US-amerikanischer Informatiker, der ein Experte für künstliche Intelligenz war.

## Leben
Wilensky studierte Mathematik und Informatik an der Yale University mit dem Bachelor-Abschluss 1972 und der Promotion 1978 bei Roger Schank (Understanding Goal-Based Stories). Danach ging er als Professor an die University of California, Berkeley, wo er ab 1993 der Informatik-Fakultät vorstand. Er war einer der Gründer der I-School (School of Information) in Berkeley. Er war Leiter des Artificial Intelligence Research Projects und des Cognitive Science Programs in Berkeley.
Er befasste sich insbesondere mit der Verarbeitung natürlicher Sprache im Computer, Wissensdarstellung und Planung und Techniken der Informationsdarstellung in Rechnernetzen – beispielsweise war er an der Entwicklung der Digital Library der University of California in der Frühzeit des World Wide Web beteiligt, wozu die Integration von Informationen aus unterschiedlichen Quellen und Darstellungsformen (Videos, Fotos, Datenbanken, Reporte, Karten u. a.) auf verschiedenen Ebenen nötig war. Sie wurde 1994 gestartet. Zuletzt befasste er sich unter anderem mit verlässlichen Bewertungsmethoden bei Online-Auktionshäusern wie Ebay. Mit Robert E. Kahn entwickelte er die Grundlagen des Handle-Systems.
Er war Fellow der Association for Computing Machinery (ACM) und der American Association for Artifical Intelligence.
Die Forschung seiner Gruppe in Berkeley Anfang der 1980er Jahre (Natural Language Processing) wurde in dem Buch Im Herz des Verstandes von Frank Rose (rororo 1986, englisches Original 1984) beschrieben.
Zu seinen Doktoranden gehört Peter Norvig und Marti Hearst.

## Schriften
- Understanding goal-based stories. Garland, New York 1980.
- Planning and understanding: a computational approach to human reasoning. Addison-Wesley, 1983.
- LISPcraft. Norton, 1984.
- Common LISPcraft. Norton, 1986.